# Linia tramwajowa Liberec – Jablonec nad Nysą
Linia tramwajowa Liberec – Jablonec nad Nysą – najdłuższa międzymiastowa linia tramwajowa w Czechach, wybudowana w latach 1947–1955. Pierwotnie jej operatorem było jabloneckie i libereckie przedsiębiorstwo transportowe, po jego podziale przedsiębiorstwa transportowe każdego z miast, po likwidacji jabloneckiego przedsiębiorstwo libereckie, które w 2010 r. przemianowano na Dopravní podnik měst Liberce a Jablonce nad Nisou. Podobnie jak nieistniejąca już jablonecka sieć tramwajowa oraz liberecka sieć przed zmianą rozstawu szyn, linia ta jest wąskotorowa. Do roku 2009 była na całej długości jednotorowa z mijankami. W latach 2009–2011 dobudowano drugi tor oraz dodatkową szynę dla rozstawu 1435 mm na odcinku Fügnerova – U lomu; odcinek ten ma być w przyszłości wykorzystywany przez planowaną linię do Rochlic.
Linia jest częścią sieci transportu publicznego w Libercu. Na linii obowiązuje taryfa czasowa. Wszystkie tramwaje kursujące tą linią wyposażone są w biletomaty.
Zgodnie z rozkładem jazdy czas przejazdu wynosi 32 minuty, długość torowiska jest równa 13 km. Trasa jest obecnie wykorzystywana przez linię tramwajową nr 11. W pobliżu trasy linii rozmieszczono słupki przystankowe wykorzystywane w razie konieczności uruchomienia autobusowej komunikacji zastępczej.

## Historia

### Przygotowania, budowa, rozpoczęcie eksploatacji
Pomysł połączenia linią tramwajową Liberca oraz Jablonca pojawił się na przełomie XIX i XX wieku. Pierwszy projekt linii przedstawiono w 1900 r. Z inicjatywą utworzenia połączenia wystąpiły Jablonecké elektrické dráhy, jednakże ministerstwo kolei odrzuciło wniosek z powodu przebiegu planowanej trasy, która miała być równoległa do istniejącego już połączenia kolejowego. Późniejsze prace nad budową linii przerwała II wojna światowa.
1 lutego 1949 r. (wg innych źródeł: 1 lutego 1948 r.), w wyniku połączenia przedsiębiorstw transportowych z Liberca i Jablonca, powstała nowa firma o nazwie Dopravní komunální podnik měst Liberce a Jablonce nad Nisou z siedzibą w Libercu.
Międzymiastowa trasa tramwajowa powstała poprzez połączenie jabloneckiej sieci tramwajowej (funkcjonującej w latach 1900–1969) z liberecką. Początkowo prace były prowadzone przez obywateli w czynie społecznym, dopiero później budowę przejęły firmy budowlane.
Jako pierwszy otwarto odcinek z mijanki na ul. Praskiej przez nową ul. Budowniczych do przystanku Brandl; odcinek ten wykorzystywano początkowo wyłącznie do przewozu pracowników jednej z lokalnych firm.
Fragment trasy do jabloneckiej dzielnicy Proseč otwarto 16 listopada 1953 r.
Od 15 lutego 1954 r. można już było dojechać z Jablonca do kościoła we Vratislavicach (obecnie część Liberca), skąd odjeżdżały autobusy do Liberca.
Budowę ostatnich odcinków trasy zakończono 1 stycznia 1955 r.
Nowa linia tramwajowa otrzymała numer 11. Połowę taboru na linii stanowiły tramwaje z Liberca, a połowę z Jablonca. W 1960 r. przedsiębiorstwo obsługujące linię podzielono, lecz linia w dalszym ciągu była obsługiwana była taborem z obydwu miast. Trasę podzielono między dwóch przewoźników, a granicą była mijanka w Proseču.

### Zjednoczenie przewoźników i remont trasy

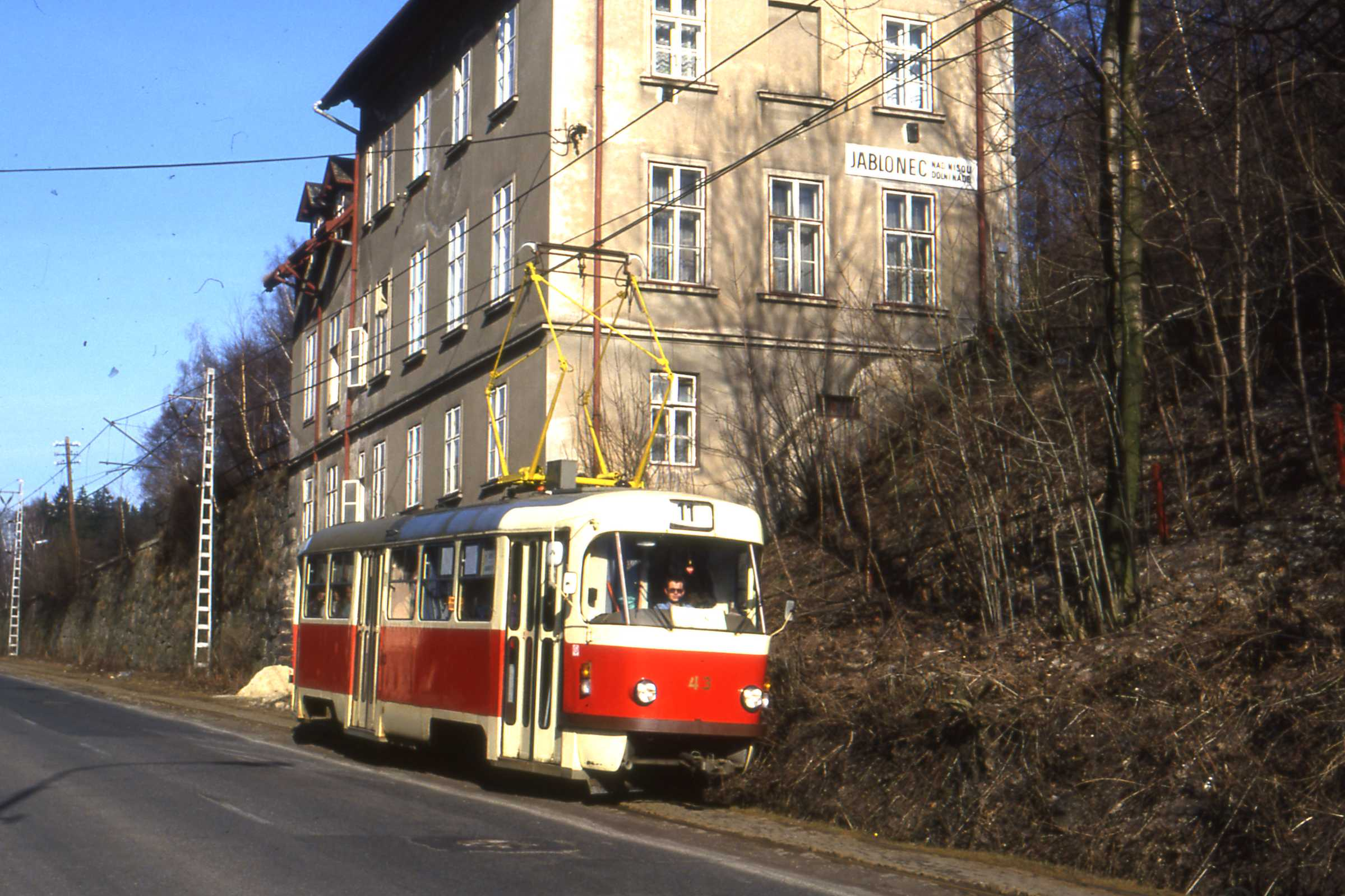
Tatra T3 w Jabloncu nad Nysą w 1994 r.

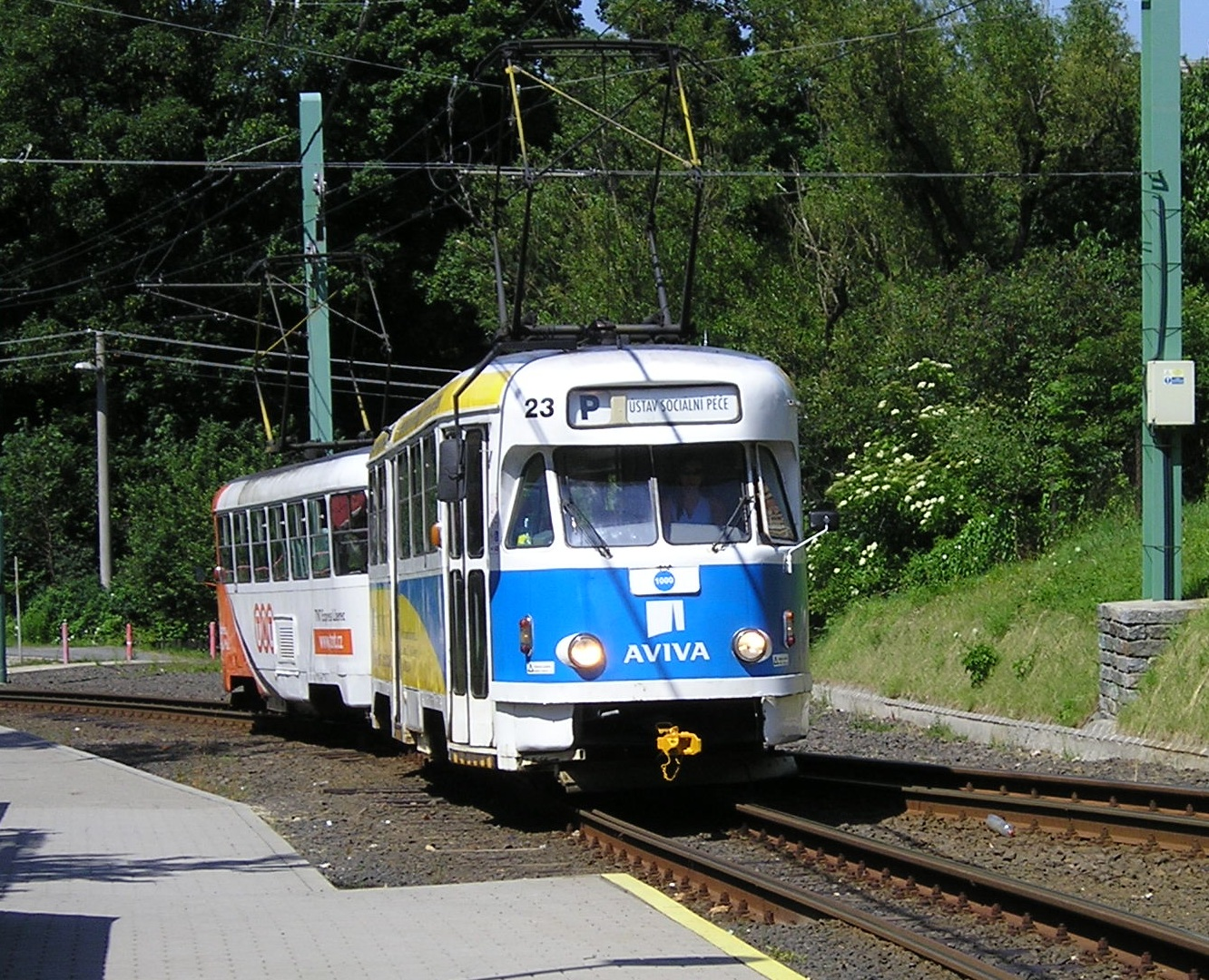
Skład wagonów Tatra T2R na tymczasowej linii P zbliża się do przystanku Nová Ruda (lato 2006)

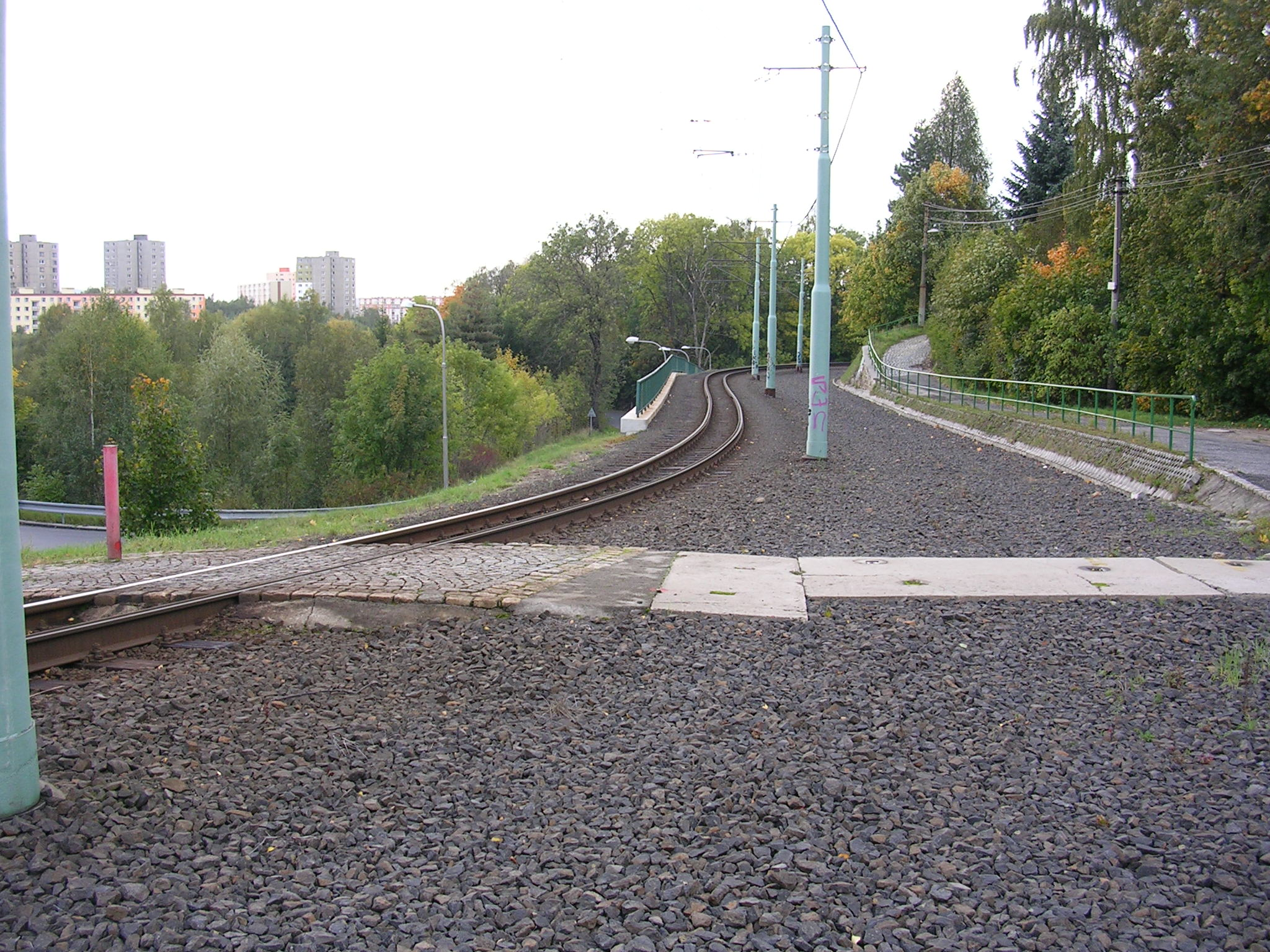
Odcinek Nová Ruda – U Lomu przygotowany do rozbudowy o drugi tor

Po likwidacji jabloneckiej sieci tramwajowej w 1965 r., jabloneckie przedsiębiorstwo komunikacyjne dążyło również do zakończenia eksploatacji linii międzymiastowej, natomiast liberecki przewoźnik planował remont trasy. W 1966 r. w libereckiej części wybudowano dwie nowe mijanki.
1 stycznia 1970 r. jablonecki przewoźnik przestał obsługiwać trasę, w następstwie czego Liberec przejął torowiska w Jabloncu.
27 marca 1972 r. ruch tramwajowy na odcinku Proseč – Jablonec wstrzymano z powodu remontu, a 1 kwietnia 1973 r. zawieszono eksploatację pozostałego odcinka. W latach 1973–1976 trasa przeszła przebudowę. Zlikwidowano pętlę tramwajową w pobliżu centrum centra Jablonca i skrócono linię do ulicy Pasířskiej. W jabloneckiej części trasy uruchomiono dwie nowe mijanki. 31 grudnia 1975 r. wznowiono ruch na odcinku Liberec – Vratislavice, a 29 grudnia 1976 r. otwarto dalszą część trasy do Jablonca. Linię zaczęły obsługiwać nowoczesne jak na tamte czasy tramwaje typu Tatra T3.
Pod koniec 1988 r. rozpoczęto modernizację torowisk od przystanku Brandl do pętli w Jabloncu, przebudowę ukończono 17 stycznia 1989 r.
W latach 90. XX wieku miejską sieć tramwajową w Libercu rozbudowano o drugi tor i zmieniono rozstaw szyn na normalnotorowy. Odcinek Lidové sady – Viadukt posiada jednak trzecią szynę, zatem poruszać się po nim mogą zarówno tramwaje miejskie, jak i podmiejskie. W 1995 r. otwarto nowoczesny węzeł przesiadkowy Fügnerova w centrum Liberca.
Od 1 lipca do 26 sierpnia 2006 r. wstrzymano ruch tramwajów między przystankiem Pivovarská i Instytutem pomocy społecznej z powodu przebudowy tunelu w ciągu remontowanej drogi I/14. W czasie przebudowy na zastępczej linii P eksploatowano wozy złączone tyłami w dwukierunkowe składy (Liberec nie posiada taboru dwukierunkowego).
Przebudowa, która rozpoczęła się w czerwcu 2009 r., obejmowała rozbudowę jednotorowej trasy Fügnerova – Mlýnská – Klicperova (rozstaw szyn 1000 mm) o drugi tor oraz dodatkową trzecią szynę. Remont zakończono 13 listopada tego samego roku.
Na początku 2010 r. przedsiębiorstwo Dopravní podnik města Liberce przejęło od firmy ČSAD Liberec obsługę linii autobusowych w Jabloncu. 21 października 2010 r. zmieniono nazwę przewoźnika Dopravní podnik měst Liberec a Jablonec nad Nisou, jednak już 10 listopada 2010 r. przedsiębiorstwo przemianowano na Dopravní podnik měst Liberce a Jablonce nad Nisou.
Kolejne remonty przeprowadzono w 2011 r. Na odcinku Mlýnská – Textilana – U Lomu położono drugi tor oraz dodatkowe szyny dla tramwajów normalnotorowych. Odcinek dwutorowy położony jest między przystankami Fügnerova i Nová Ruda.
15 marca 2014 r. rozpoczęto modernizację, która w libereckiej części trasy obejmowała rozbudowę o drugi tor odcinka Nová Ruda – Lékárna, a także przebudowę odcinka Lékárna – Vratislavice nad Nisou. W jabloneckiej części trasy wyremontowano fragment Měnírna – Brandl. Przeniesiono także mijankę z przystanku Proseč nad Nisou, škola (obecnie Za Tratí) na przystanek Kyselka, natomiast torowisko mijanki na przystanku Vratislavice nad Nisou przedłużono. Odcinek Liberec – Vratislavice przywrócono do ruchu 15 kwietnia 2015 r., a odcinek Vratislavice – Jablonec 17 lipca 2015 r.

## Inne międzymiastowe trasy tramwajowe w Czechach
Linia tramwajowa Liberec – Jablonec jest obecnie jedną z czterech istniejących linii międzymiastowych w Czechach. Druga linia łączy Most z Litvínovem, trzecia przebiega z Ostravy-Poruby do Kyjovic-Budišovic, a jako międzymiastową określa się również linię tramwajową z Brna do miasta Modřice.